# Jjeon-ui jeonjaeng
Jjeon-ui jeonjaeng (쩐의 전쟁?; lett. "La guerra dei soldi"), anche nota con il titolo internazionale War of Money, è una serie televisiva sudcoreana trasmessa su SBS TV dal 16 maggio al 19 luglio 2007, tratta dall'omonimo manhwa di Park In-kwon.

## Trama
La vita di Geum Na-ra, un banchiere d'investimento di successo, va a pezzi quando suo padre, tormentato dagli strozzini a cui doveva dei soldi, si suicida e sua madre muore poco dopo in ospedale per il trauma subito, nonostante i tentativi disperati di Na-ra e di sua sorella Eun-ji di trovare i soldi per pagarle le spese mediche. Convinto che il denaro sia la causa di tutti i suoi mali, inclusa la perdita del lavoro, Na-ra decide di vendicare le morti dei suoi genitori e diventa egli stesso uno strozzino senza pietà al soldo di Ma Dong-po, che scopre essere il responsabile della morte di suo padre.

## Personaggi e interpreti
- Geum Na-ra, interpretato da Park Shin-yang
- Seo Joo-hee, interpretata da Park Jin-hee
- Ha Woo-sung, interpretato da Shin Dong-wook
- Lee Cha-yeon, interpretata da Kim Jung-hwa

## Produzione
La serie è stata estesa di 4 episodi rispetto ai 16 originariamente previsti grazie al successo ottenuto. Le nuove puntate hanno costituito più uno spin-off che un proseguimento dei precedenti, presentando nuovi personaggi e una nuova trama rispetto al manhwa. Shin Goo e Park Jin-hee non hanno partecipato a causa di impegni precedenti, mentre al cast si sono aggiunte Kim Ok-bin e Park Hae-mi. Per girare gli episodi extra, Park Shin-yang ha rinegoziato il proprio contratto, chiedendo 170 milioni di won a episodio anziché i 45 milioni previsti dall'accordo precedente: anche se in un primo momento i produttori hanno accettato, in seguito si sono rifiutati di pagare, sostenendo che l'attore stesse cercando di approfittare della popolarità della serie per chiedere cifre eccessive. Park ha quindi intentato una causa, che ha vinto nel novembre 2009. Come conseguenza del suo gesto, la Corea Drama Production Association (CODA) gli ha vietato di apparire in qualsiasi fiction prodotta dai suoi associati a tempo indeterminato, affermando che un compenso così alto incideva negativamente sull'industria. Il bando è stato rimosso nel 2011.

## Accoglienza
La serie ha ricevuto ascolti alti, superiori al 30%, ma è stata criticata per lo sviluppo poco approfondito della trama, in quanto il confronto tra Geum Na-ra e Ma Dong-po è stato messo in secondo piano. Anche il fumettista Park In-kwon, autore del manhwa originale, non è stato soddisfatto dell'adattamento, accusando la serie televisiva di aver seguito solo brevemente la sua opera, focalizzata sulla sofferenza di coloro che si indebitano con gli strozzini, diventando "apertamente romantica"  già a partire dall'episodio 3.

## Riconoscimenti
- Baeksang Arts Award[10]
  - 2008 – Miglior serie TV
  - 2008 – Miglior attore televisivo a Park Shin-yang
  - 2008 – Candidatura Miglior regista televisivo a Jang Tae-yoo
  - 2008 – Candidatura Miglior attrice televisiva a Park Jin-hee
- SBS Drama Award[11]
  - 2007 – Gran premio a Park Shin-yang
  - 2007 – Premio all'eccellenza (attrici) a Park Jin-hee
  - 2007 – Miglior attore secondario in una miniserie a Lee Won-jong
  - 2007 – Stella emergente a Shin Dong-wook
  - 2007 – Stella emergente a Lee Young-eun
  - 2007 – Top 10 Star a Park Shin-yang
  - 2007 – Top 10 Star a Park Jin-hee
  - 2007 – Premio popolarità a Park Shin-yang
  - 2007 – Premio risultati a Shin Goo
  - 2007 – Candidatura Miglior attrice secondaria in una miniserie a Kim Jung-hwa

## Remake
Nel 2015 è stato realizzato un remake giapponese, Zei no senso, con Tsuyoshi Kusanagi e Yuko Oshima.